# 신스 (래퍼)
신수진(1992년 12월 28일 ~ )은 예명 신스(SINCE)로 더 잘 알려진 대한민국의 래퍼다. 2021년에 《쇼미더머니10》에 출연하여 화제가 되었고, 데뷔 정규 음반 SINCE 16'을 발매해 평단의 호평을 받았다. 2022년에 여성 음악가 최초로 한국 힙합 어워즈에서 올해의 신인 아티스트를 수상했다.

## 생애
신수진은 1992년 12월 28일에 서울특별시에서 태어났고, 초등학교 3학년 때 대전광역시로 이사 갔다. 고등학생 때 친구들 앞에서 에미넴의 "Lose Yourself"를 부른 후 랩을 하기 시작했다. <쇼미더머니4>와 <쇼미더머니5>에 지원한 후 래퍼가 되기로 결심했고, 2016년에 음악을 하기 위해 상경했다. 2019년에 오픈 마이크 스웨거에서 우승했다.
예명을 "신스"라고 지은 이유는 발음이 본명과 비슷하고, "내가 나타난 이후로 달라질 것이다!"라는 뜻을 담기 위해서이다.

## 학력
- 충남대학교 행정학과 (학사)[5]

## 경력
신스는 2020년에 데뷔 싱글 "New Shit"을 발매했다. 2021년 7월에 데뷔 정규 음반 SINCE 16'을 발매해 평단의 호평을 받았고, 타이틀곡 "봄비"는 한국대중음악상 최우수 힙합 노래 후보에 올랐다. 10월에 <쇼미더머니10>에 참가해 여성 래퍼 최초로 <쇼미더머니> 파이널에 진출했고, 준우승으로 마무리했다. 2022년 3월에 여성 음악가 최초로 한국 힙합 어워즈에서 올해의 신인 아티스트를 수상했고, 8월에 데뷔 EP HIGH RISK HIGH RETURN을 발매했다.

## 예술성
신스는 "거침없이 때려 박는 듯한 강렬한 랩"으로 잘 알려져 있다. 그는 "삶을 바라보는 태도나 겪은 일들을 주로 음악으로 풀어"낸다.

## 음반 목록

### 정규 음반
| 제목        | 상세                                                                                   | 최고 차트 순위 |
| 제목        | 상세                                                                                   | KOR            |
| ----------- | -------------------------------------------------------------------------------------- | -------------- |
| SINCE 16'   | - 발매일: 2021년 7월 16일 - 레이블: 보일링 포인트 프로젝트 - 형식: CD, 디지털 다운로드 | 57             |
| THE SOLOEST | - 발매일: 2023년 11월 6일 - 레이블: 고업레코즈 - 형식: CD, 디지털 다운로드             | —              |

### EP
| 제목                  | 상세                                                                   |
| --------------------- | ---------------------------------------------------------------------- |
| HIGH RISK HIGH RETURN | - 발매일: 2022년 8월 17일 - 레이블: 고업레코즈 - 형식: 디지털 다운로드 |

### 싱글
| 제목                                                         | 연도 | 차트 최고 순위 | 음반            |
| 제목                                                         | 연도 | KOR            | 음반            |
| ------------------------------------------------------------ | ---- | -------------- | --------------- |
| "New Shit"                                                   | 2020 | —              | 비음반 싱글     |
| "Tang" (Feat. 미란이)                                        | 2020 | —              | 비음반 싱글     |
| "He Said"                                                    | 2020 | —              | 비음반 싱글     |
| "Friday Light"                                               | 2020 | —              | Last 20's       |
| "담배피러가자구"                                             | 2020 | —              | Last 20's       |
| "29 사랑노래" (Feat. 372)                                    | 2020 | —              | Last 20's       |
| "Hot Sauce" (Feat. 372)                                      | 2021 | —              | 비음반 싱글     |
| "Go Up" (Feat. 하회)                                         | 2021 | —              | 비음반 싱글     |
| "My Life"                                                    | 2021 | —              | 비음반 싱글     |
| "Wake Up" (with 개코, 아우릴고트, 안병웅, 태버, 조광일)      | 2021 | 3              | <쇼미더머니 10> |
| "Reset" (with 태버 feat. 개코, 키드밀리)                     | 2021 | 17             | <쇼미더머니 10> |
| "Face Time" (Feat. 기리보이, pH-1, 개코)                     | 2021 | 47             | <쇼미더머니 10> |
| "Up해" (Feat. 박재범, 우원재)                                | 2021 | 45             | <쇼미더머니 10> |
| "Sign" (Feat. 미란이)                                        | 2021 | 69             | <쇼미더머니 10> |
| "B.O.T.B." (with 개코, 창모, 던밀스, 로스, 드비타, 쏠, 비오) | 2021 | —              | 비음반 싱글     |
| "휘파람"                                                     | 2022 | —              | 비음반 싱글     |
| "20"                                                         | 2022 | —              | 비음반 싱글     |
| "We Here" (with 하회, 보나 조이)                             | 2022 | —              | 비음반 싱글     |
| "다음해"                                                     | 2022 | —              | 비음반 싱글     |
| "아무말도"                                                   | 2022 | —              | 비음반 싱글     |
| "Smash"                                                      | 2023 | —              | 비음반 싱글     |
| "삼켜" (with 브린)                                           | 2023 | —              | 비음반 싱글     |

## 출연 작품

### TV
| 연도 | 제목           | 역할   | 각주   |
| ---- | -------------- | ------ | ------ |
| 2020 | <쇼미더머니9>  | 참가자 | [ 14 ] |
| 2021 | <쇼미더머니10> | 참가자 | [ 15 ] |

## 수상 및 후보
| 시상식           | 연도 | 후보   | 부문                 | 결과 | 각주   |
| ---------------- | ---- | ------ | -------------------- | ---- | ------ |
| 한국대중음악상   | 2022 | 본인   | 올해의 신인          | 후보 | [ 16 ] |
| 한국대중음악상   | 2022 | "봄비" | 최우수 힙합 노래     | 후보 | [ 7 ]  |
| 한국 힙합 어워즈 | 2022 | 본인   | 올해의 신인 아티스트 | 수상 | [ 17 ] |